# Блок-пост імені Сєрова
Блок-пост імені Сєрова (рос. Блок-пост имени Серова) — блок-пост Заіграєвського району, Бурятії Росії. Входить до складу Сільського поселення Усть-Брянське.
Населення — 52 особи (2015 рік).